# Ernst Rowohlt

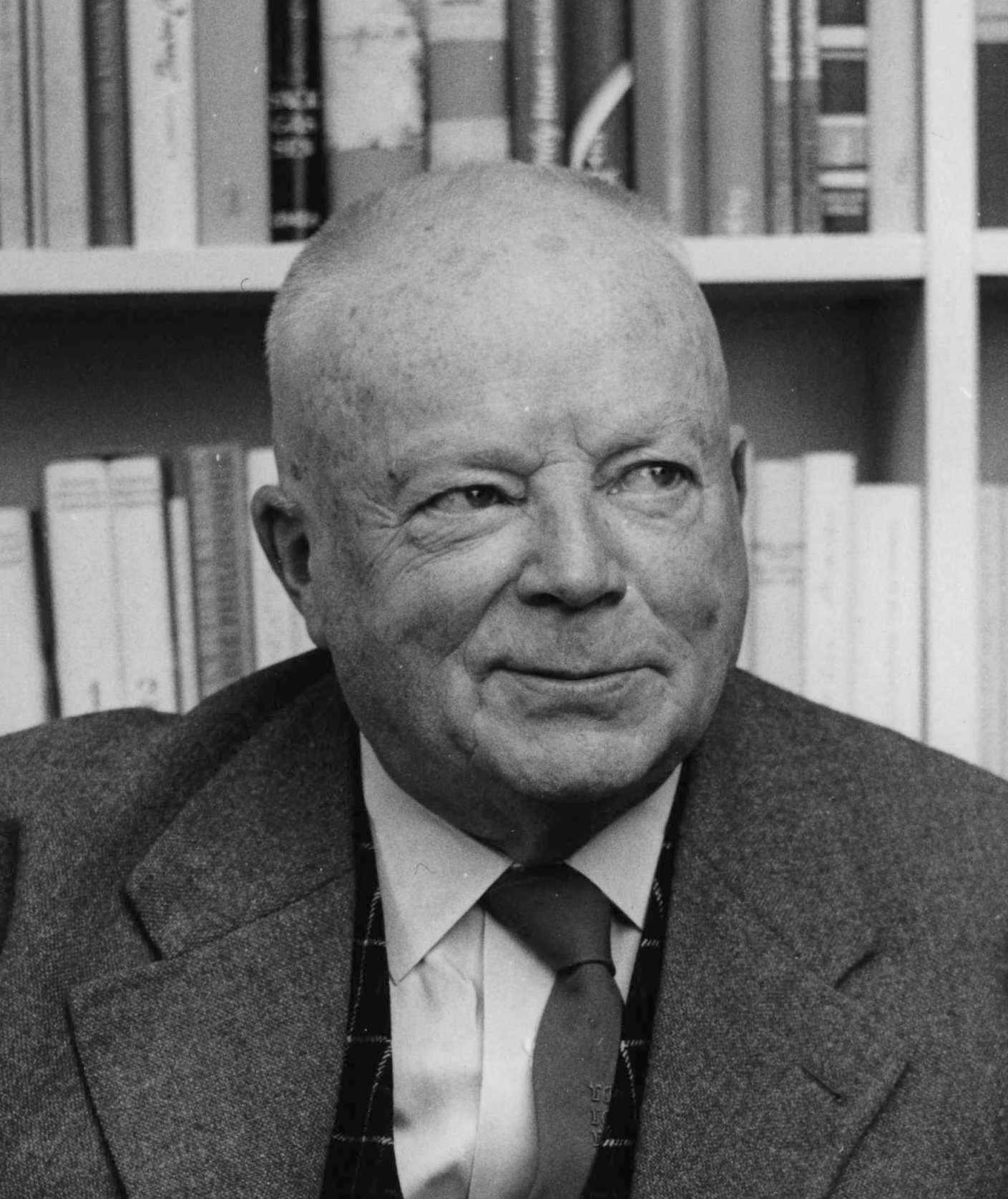
Ernst Rowohlt, September 1959

Ernst Rowohlt (* 23. Juni 1887 in Bremen; † 1. Dezember 1960 in Hamburg), mit vollständigem Namen Ernst Hermann Heinrich Rowohlt, war ein deutscher Verleger. 1908 gründete er seinen Verlag, den Rowohlt Verlag, in Leipzig zum ersten Mal, zwei weitere Verlagsgründungen sollten folgen.

## Leben und verlegerische Tätigkeit

### Die frühen Jahre
Ernst Hermann Heinrich Rowohlt wurde als Sohn des Maklers Heinrich Rowohlt und seiner Frau Anna Dorothea, geb. von Hunteln, 1887 in Bremen geboren. Er hatte zwei Schwestern, Maria und Margarethe. 1903 erreichte er die Obersekundareife und absolvierte nach Beendigung seiner Schulzeit eine Lehre im Bankhaus Carl F. Plump & Co. in Bremen. Anschließend wurde er Volontär in der Druckerei Breitkopf & Härtel in Leipzig, der damaligen Metropole des Buchhandels, wo Rowohlt unter anderem die Bereiche Buchdruck und Buchbinderei kennenlernte. Die Anstellung bekam er durch die Vermittlungsbemühungen Anton Kippenbergs, des Leiters des Insel-Verlags (von 1905 bis 1950).

### Der erste Rowohlt Verlag 1908–1912

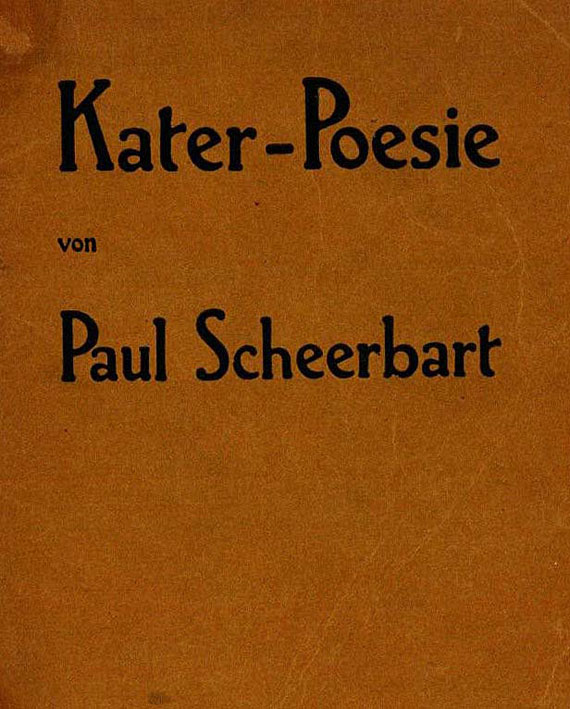
Umschlag der Erstausgabe von Kater-Poesie, 1909

1908 gründete er den Rowohlt Verlag Paris-Leipzig, mit dem er nach Leipzig in das Vorderhaus der Offizin Drugulin in der Königstraße 10 zog und sein erstes Werk, Gustav C. Edzards Lieder der Sommernächte veröffentlichte. 1909 erschien das zweite Buch Rowohlts, Paul Scheerbarts Kater-Poesie. Weiter erschienen im ersten Ernst Rowohlt Verlag beispielsweise Werke von Herbert Eulenberg, Hugo Ball, Max Dauthendey, Georg Heym, Carl Hauptmann, Max Brod, Franz Kafka, Mechtilde Lichnowsky, Hermann Harry Schmitz oder Arnold Zweig. Kurt Pinthus und Walter Hasenclever wurden Lektoren des Verlages. 1912 trennten sich Rowohlt und Kurt Wolff, der im Juli 1910 stiller Teilhaber geworden war und der nun den Verlag übernahm. Wolff erwarb für 15.000 Mark die Verlagsrechte unter anderem an Johannes R. Becher, Max Brod, Georg Heym, Franz Kafka und Stefan Zweig und benannte den Verlag im Februar 1913 in Kurt Wolff Verlag um. Im Jahr 1913 war Rowohlt Prokurist im S. Fischer Verlag und Geschäftsführer des Hyperion-Verlags, Berlin.
Zu Beginn des Ersten Weltkrieges meldete sich Rowohlt freiwillig zum Dienst in der Armee und blieb bis zum Kriegsschluss im aktiven Dienst.

### Der zweite Rowohlt-Verlag 1919–1943

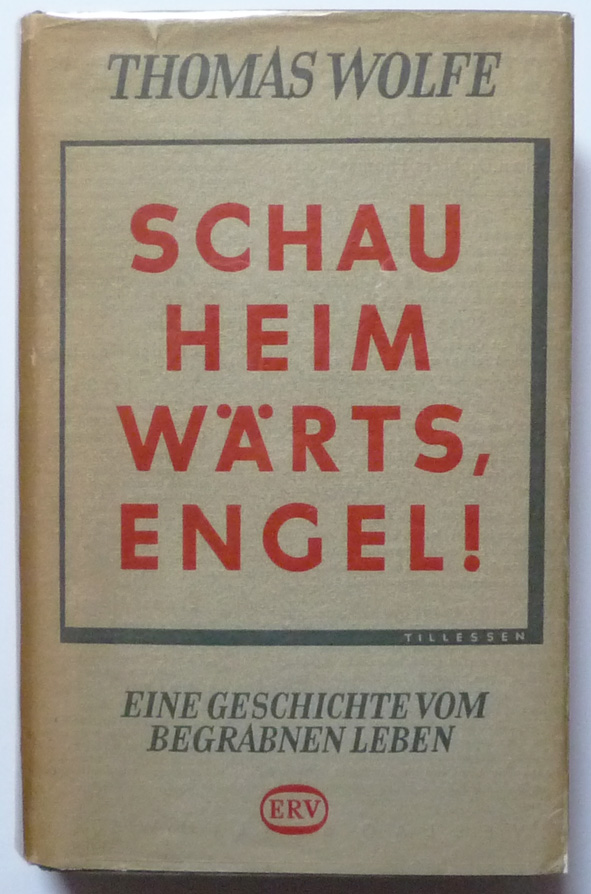
Deutsche Erstausgabe, Berlin 1932

Nach seiner Rückkehr nach Berlin gründete er den zweiten Rowohlt-Verlag, der von 1919 bis 1943 bestand und in dem Paul Mayer und Franz Hessel als Lektoren arbeiteten. Wichtige Autoren in den zwanziger Jahren waren Alfons Goldschmidt, Kurt Pinthus, Carl Ludwig Schleich, Franz Blei, Heinrich Eduard Jacob, Alfred Polgar und Kurt Tucholsky. Ab 1923 wurde Emil Ludwig der Erfolgsautor des Hauses (u. a. mit Napoleon und Juli 14). Seit 1928 nahm der Verleger auch zeitgenössische amerikanische Literatur in sein Programm auf, wie beispielsweise Sinclair Lewis’ Elmer Gantry, Ernest Hemingways Fiesta oder Thomas Wolfes Schau heimwärts, Engel!  und Von Zeit und Strom.
Zu Beginn der 1930er Jahre wurde dem Geschäft der Auslands- und Feuilletondienst unter der Leitung Peter Zinglers angegliedert. Allerdings geriet der Betrieb in finanzielle Nöte, so dass zwei Drittel der Anteile an den Ullstein Verlag übergingen. Durch Hans Falladas Erfolgsbuch Kleiner Mann – was nun?, das in Deutschland und den USA verfilmt wurde, konnte der Verlag wieder Auftrieb gewinnen.
Nach der Machtergreifung der Nationalsozialisten wurden 50 Prozent (46 Werke) der lieferbaren Verlagswerke verboten, beschlagnahmt und verbrannt. 1936 führte das Buch Adalbert Stifter von Urban Roedl (Pseudonym für Bruno Adler) zum Berufsverbot von Ernst Rowohlt, da dem Verleger vorgehalten wurde, jüdische Schriftsteller zu tarnen, was auch zutraf. 1938 wurde er aus der Reichsschrifttumskammer ausgeschlossen. Seine Lektoren Mayer und Hessel gingen in die Emigration, und auch der Verleger reiste mit seiner Familie aus Deutschland über Zürich, Paris, London und Rotterdam nach Rio Grande in Brasilien. Trotzdem blieb Rowohlt Mitglied der NSDAP, er hatte am 2. Dezember 1937 die Aufnahme beantragt und war rückwirkend zum 1. Mai desselben Jahres aufgenommen worden (Mitgliedsnummer 5.550.284).
Unterdessen wurde sein Unternehmen der Stuttgarter Deutschen Verlags-Anstalt als Tochtergesellschaft angegliedert und von seinem Sohn Heinrich Maria Ledig weitergeführt. Kurt Kusenberg konnte 1940 mit dem Titel La Botella und andere seltsame Geschichten verlegt werden.
Ernst Rowohlt kehrte nach einer 57-tägigen Reise Ende Dezember 1940 auf dem Blockadebrecher Rio Grande aus Brasilien in sein Heimatland zurück und wurde am 10. Februar 1941 Hauptmann bei der Wehrmacht in einer Propagandakompanie. Dafür war er zuerst in Griechenland (Kap Sunion). 1942 wurde er an die Kaukasusfront verlegt, musste die Armee Ende Juni des folgenden Jahres jedoch wegen „politischer Unzuverlässigkeit“ verlassen, da eine Petition von 1927 für Max Hoelz auch seine Unterschrift trug. Der Reichsleiter Amann beantragte 1943 die Schließung der Firma in Stuttgart.

### Neubeginn in Stuttgart und Hamburg
Der dritte Rowohlt-Verlag konnte 1946 in Stuttgart wieder ins Leben gerufen werden, als Heinrich Maria Ledig die Verlagslizenz von den Amerikanern für die Wiedereröffnung erhielt. Erste Autoren waren Erich Kästner, Joachim Ringelnatz und Kurt Tucholsky. Außerdem wurden die Zeitschriften Pinguin und story hier veröffentlicht. 

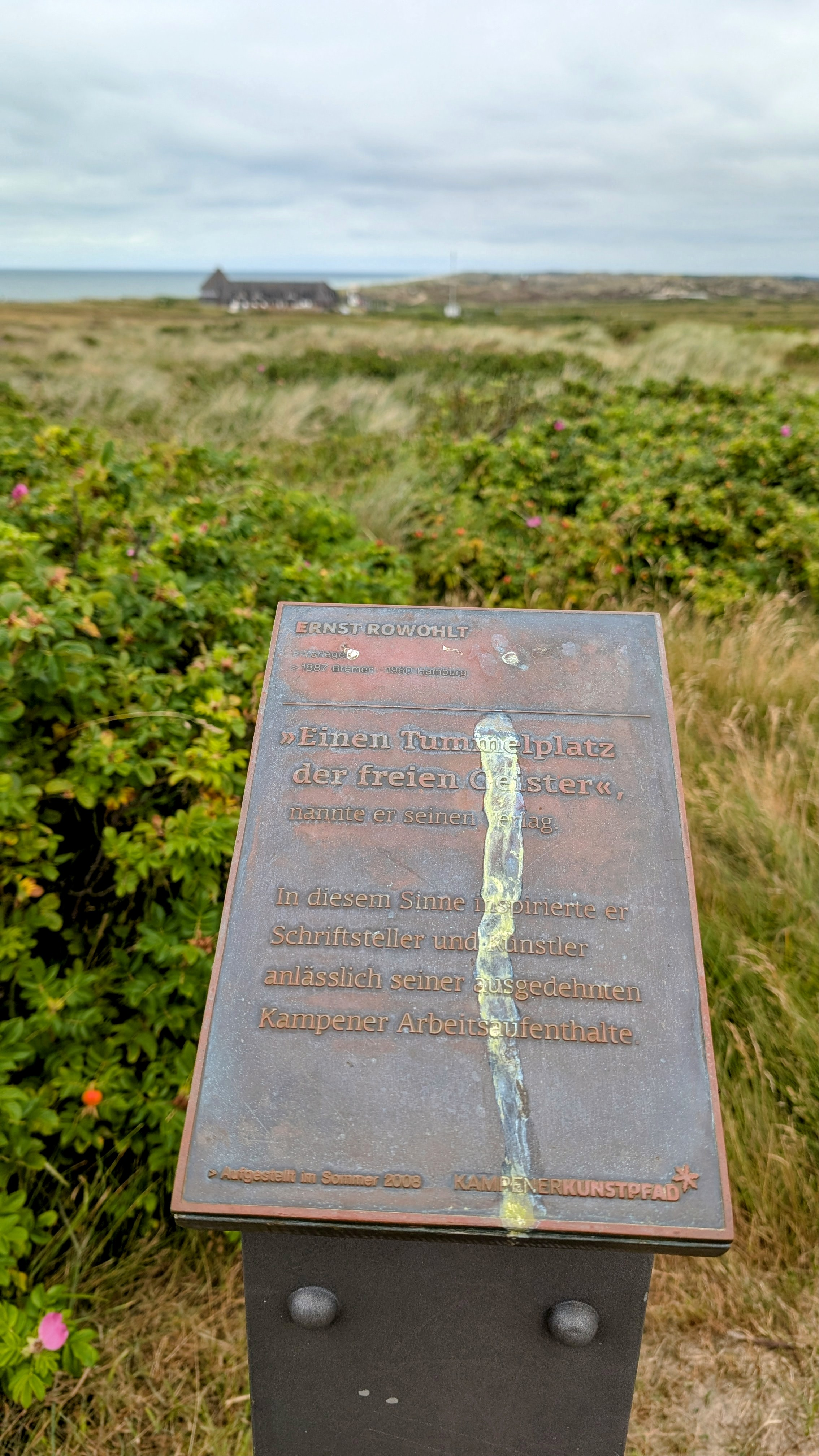
Ernst Rowohlt Gedenktafel Kampen

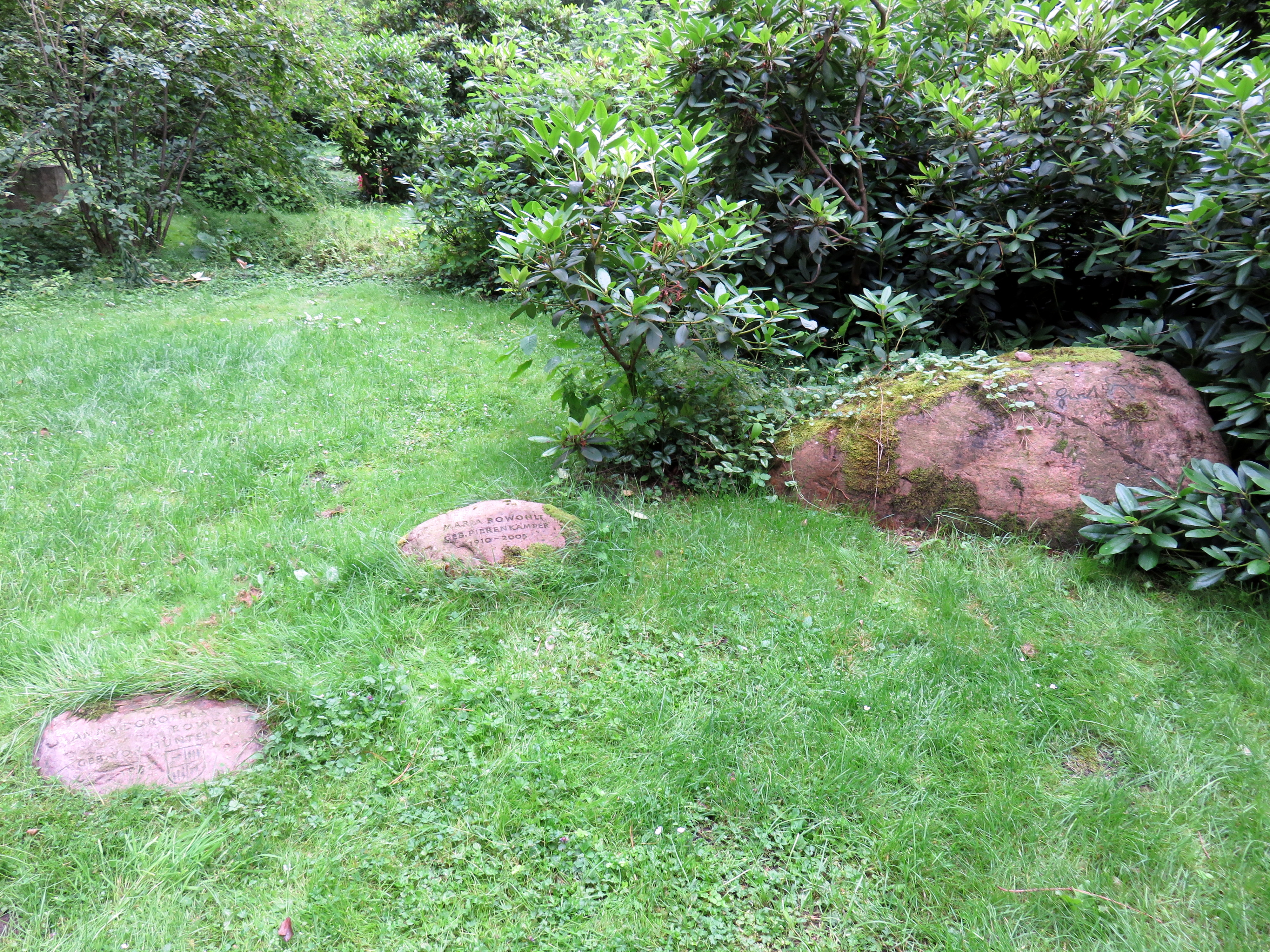
Rowohlt-Grab Waldfriedhof Hamburg-Volksdorf (2016)

Am 27. März erhielt Ernst Rowohlt von den Engländern die Lizenz für den Verlag in Hamburg. Vier Jahre später siedelte die Stuttgarter Firma nach Hamburg über. Im selben Jahr kam es zu den ersten vier Ausgaben der rororo-Taschenbücher (Rowohlt-Rotations-Romane), die nun monatlich erscheinen sollten. Nach einer finanziell bedrohlichen Phase durch die Währungsreform 1948 konnte sich der Verlag langsam wieder erholen.
In den folgenden Jahren wurden Werke von Wolfgang Borchert, Walter Jens, Dieter Meichsner, Gregor von Rezzori, Arno Schmidt, Ernest Hemingway und Ernst von Salomon verlegt.
1951 erlitt Rowohlt seinen ersten Herzinfarkt, blieb aber weiterhin im Betrieb tätig. 1954 wurde er Mitbegründer und Präsident der „Knut-Hamsun-Gesellschaft“ und erhielt drei Jahre später zu seinem 70. Geburtstag das Große Bundesverdienstkreuz. Im selben Jahr bekam er die Ehrendoktorwürde der Universität Leipzig verliehen.
Der Verleger engagierte sich politisch in der DFU.
Am 1. Dezember 1960 starb Ernst Rowohlt an den Folgen eines Herzinfarktes. Er wurde auf dem Friedhof Volksdorf beigesetzt. Auf der Fotografie sind auch die Grabsteine seiner Mutter (links) sowie die seiner Frau Maria (geb. Pierenkämper) zu erkennen.

### Eheschließungen
1. 1912: mit der Schauspielerin Emmy Reye (Ehe wurde bald wieder geschieden)
2. 1921: mit der Lettin Hilda Pangust, gen. Billa
3. 1933: mit der Brasilianerin Elli Engelhardt
4. 1957: mit seiner langjährigen Geliebten Maria Pierenkämper

Ernst Rowohlt hatte drei Kinder: Heinrich Maria Ledig-Rowohlt (1908–1992) (der aus der Verbindung mit der Schauspielerin Maria Lee (Ledig) hervorging), Anna Elisabeth (1930–ca. 1975), verheiratet mit Günter Steffens, und Harry Rowohlt (1945–2015).
Sein ältester Sohn Heinrich Maria Ledig-Rowohlt übernahm die Mehrheit der Verlagsanteile und leitete das Unternehmen, das 1960 nach Reinbek bei Hamburg verlegt worden war, bis 1982 weiter. Ernst Rowohlts jüngerer Sohn Harry arbeitete vor allem als Schauspieler und freier Übersetzer.